# Ла-Собарриба
Ла-Собарриба (исп. La Sobarriba)  — район (комарка) в Испании, входит в провинцию Леон в составе автономного сообщества Кастилия и Леон.

## Муниципалитеты
1. Аркауэха
2. Корбильос-де-ла-Собарриба
3. Гольпехар-де-ла-Собарриба
4. Лас-Ломас
5. Навафрия
6. Парадилья-де-ла-Собарриба
7. Санфелисмо
8. Санта-Олаха-де-Порма
9. Сантибаньес-де-Порма
10. Сантовения-дель-Монте
11. Соланилья
12. Тендаль
13. Вальдефресно
14. Вальделафуэнте
15. Вильясете
16. Вильясиль
17. Вильяфелис-де-ла-Собарриба
18. Вильяльбонье
19. Вильясека-де-ла-Собарриба
20. Вильявенте